# USS Philippine Sea (CV-47)
Pour les autres navires du même nom, voir USS Philippine Sea.
L’USS Philippine Sea (CV-47) est un porte-avion de classe Essex de l'United States Navy.

## Histoire du service
Il s'agit du dernier construit de cette classe.
Il participa à la guerre de Corée avant d'être retiré du service en 1958 puis démoli en mars 1971.

## Décorations
Il obtient 8 battle stars pour son service lors de la guerre de Corée.